# San Pedro de Santa Bárbara
San Pedro es un distrito del cantón de Santa Bárbara, en la provincia de Heredia, de Costa Rica.

## Geografía
San Pedro cuenta con un área de 2,56 km² y una altitud media de 1080 m s. n. m.

## Demografía
Para el año 2022, San Pedro cuenta con una población estimada de 5158 habitantes, y para el último censo efectuado, en 2011, San Pedro contaba con una población de 5582 habitantes.

## Localidades
- Barrios: Betania, Rosales (parte).

## Transporte

### Carreteras
Al distrito lo atraviesan las siguientes rutas nacionales de carretera:
- Ruta nacional 123